# Kirkøy
Kirkøy  is een eiland in de provincie Østfold in het zuidoosten van Noorwegen. Kirkøy is het grootste eiland in de gemeente Hvaler. De kerk, waarnaar het eiland is genoemd, is een stenen bouwwerk uit de twaalfde eeuw.
Kirkøy is door een tunnel verbonden met het naastgelegen eiland Asmaløy.